# El Ghiate
El Ghiate (àrab الغيات) és una comuna rural de la província de Safi de la regió de Marràqueix-Safi. Segons el cens de 2014 tenia una població total de 25.162 persones.